# 우근 (인물)
우근(于謹, 493~568.5.5.)은 자(字)는 사경(思敬), 아명은 거미(巨彌), 거인(巨引), 하남군(河南郡) 낙양현(洛陽縣, 현재 하남성(河南省) 낙양시(洛陽市) 동쪽) 사람으로, 북위(北魏), 서위(西魏), 북주(北周)의 관원이자, 서위 팔주국(八柱國) 가운데 한 명이다.

## 생애
증조부는 우인생(于仁生), 조부는 우안정(于安定)이다. 부친 우자제(于子提)는 칙륵(敕勒)으로 사신을 갔으며, 공적으로 정북장군농서태수무평현백(征北將軍·隴西太守·茂平縣伯)이 되었다. 북주(北周) 보정(保定) 2년, 아들 우근(于謹)의 공훈이 뛰어나 태보건평군공(太保·建平郡公)에 추증되었다.
- 우근은 경사(經史)에 능통하고 『손자병법(孫子兵法)』을 좋아하였다. 정광(正光) 4년(523) 대행대(大行臺) 원찬(元纂)은 황제를 알현하고 개조참군사(鎧曹參軍事)에 임명되어, 유유(蠕蠕)를 북벌, 전후로 17번의 전투를 벌여 모두 유유인의 항복을 받았다.
- 정광 5년(524), 행대광양왕(行臺·廣陽王) 원연(元淵)이 북벌하여, 이로 인해 장류참군(長流參軍)이 되었고 수령 곡률야곡록(斛律野谷祿) 등을 격파하였다. 이로 인해 철륵어(鐵勒語)에 능통하였고, 단기로 서부철륵(西部鐵勒)의 추장 야렬하(也列河) 등 3만여 호(戶)의 항복을 받아냈다. 석곽령(析郭嶺)에서 야렬하를 미끼로 삼아 매복한 후에 파륙한발릉(破六韓拔陵)을 대파하였다. 적야장군(積射將軍)으로 승진하였다.
- 효창(孝昌) 원년(525), 다시 광양왕 원연을 수행하여 선우수례(鮮于修禮)를 정복하였다. 군대를 중산(中山)에 멈춘 일로 인해 영태후(靈太后)는 방문(榜文)을 걸고 상금을 걸면서까지 우근을 체포하려 하였다. 우근은 이를 안 후에 낙양으로 달려가 군대를 멈춘 원인을 진술하였고, 영태후는 이에 우근을 놓아주었다.
- 군대를 이끌고 남량(南梁) 장수 조의종(曹義宗)과 함께 양성(穰城) 부근에서 교전하였고, 도독선위장군(都督·宣威將軍)으로 승진하였다.
- 건의(建義) 원년(528), 진원장군(鎭遠將軍)이 되었다가 직침(直寝)으로 바뀌었다. 원천목(元天穆)을 따라 갈영(葛榮)을 토벌하였으며, 형고(邢杲)를 토벌하였고, 이주천광(爾朱天光)을 따라 묵기추노(萬俟醜奴)를 격파하고 석성현백(石城縣伯)에 봉해졌으며, 대도독(大都督)에 승진하여 임명되었다.
- 태창(太昌) 원년(532), 이주천광과 고환(高歡)을 따라 한릉산(韓陵山)에서 전투하였으나 이주천광은 패배하였으며, 우근은 서행하여 관으로 들어가 하발악(賀拔岳)에게 의탁하였다. 하발악은 우근을 위장군함양군수(衛將軍·咸陽郡守)에 표(表)하였다.
- 우문태(宇文泰)가 방성대도독겸하주자사(防城大都督·兼夏州長史)에 임명하였다.
- 534년, 하발악이 후막진열(侯莫陳悅)에게 살해당하자 우문태는 우근을 관내대도독(關內大都督)으로 삼았고, 관중에 도읍을 세우는 책략을 올렸다.
- 위 효무제(魏孝武帝)가 장안(長安)으로 서천하자, 우근은 우문태를 따라 동관(潼關)으로 출정하였고, 회락성(回洛城)을 격파하였으며, 북옹주자사(北雍州刺史)에 제수되었고 남전현공(藍田縣公)으로 작위가 올라갔다.
- 대통(大统) 3년(537), 서위의 대군이 동벌에 나서자 우근이 선봉이 되었고 홍농(弘農)을 공격하여 함락하였으며, 동위(東魏) 섬주자사(陝州刺史) 이휘백(李徽伯)을 사로잡았다.
- 537년 10월, 사원전투(沙苑之戰)에 참가하여 상산군공(常山郡公)으로 작위가 올라갔다. 대승상부장사겸대행대상서(大丞相府長史兼大行臺尙書)에 배수되었다. 다시 태자태보(太子太保)로 옮겼다.
- 538년, 동위와 서위가 하교전투(河橋之戰)와 망산전투(邙山之戰)를 벌였고 서위가 패배하자, 우근은 부하를 이끌고 거짓 항복한 다음에 길 왼편에 서 있었다. 고환은 승승장구하여 진군하였으나 신경쓰지 않았다. 우근이 이후에 공격하였고 적군은 크게 놀랐다. 독고신(独孤信)은 다시 후방에서 병사를 수습하여 분격하였고, 고환의 군대가 혼란에 빠졌으며 서위의 대군은 이로 인해 보전할 수 있었다. 우근은 태자태보(太子太保)를 맡았다.
- 대통 12년(546), 상서좌복야(尙書左僕射)에 배수되어 사농경(司農卿)을 거느렸다.
- 대통 14년(548), 조귀(趙貴), 이호(李虎), 이필(李弼), 우근, 독고신, 후막진숭(侯莫陳崇) 6명이 주국대장군(柱國大將軍)에 임명되었고 6군(六軍)을 거느렸다. 우문태와 원흔(元欣)과 함께 팔주국(八柱國)이라 칭해졌다.
- 대행대상서대승상부장사(大行臺尙書·大丞相府長史)를 겸하였고, 병사를 거느려 동관(潼關)에 진을 쳤고, 화주자사(華州刺史)에 추가로 제수되었다.
- 사공(司空)에 배수되었다.
- 서위 공제(西魏恭帝) 원년(554), 옹주자사(雍州刺史)에 제수되었다. 9월, 우근과 중산공(中山公) 우문호(宇文護) 및 대장군(大將軍) 양충(楊忠) 등이 강릉(江陵)을 공격하여 함락하였고, 양 원제(梁元帝)가 나와 항복하였으나 곧바로 우근에게 피살되었으니 다시 소찰(蕭詧)을 양의 황제로 세웠다. 우문태가 노비 1천명과 양 황조의 보물 및 금석사죽악(金石絲竹樂) 1부(部)를 하사하였고, 별도로 신야군공(新野郡公)에 봉하였다. 다시 사악(司樂)에게 '상산공평량가(常山公平梁歌)' 10수를 짓게하고 공인(工人)에게 노래하게 하였다.
- 우문태가 육관(六官) 제도를 신설하였고 우근은 대사구(大司寇)에 올랐다.
- 557년, 북주(北周)가 건국되면서 연국공(燕国公)으로 승진되어 봉해졌으며, 식읍 1만호를 받았고, 태부태종백(太傅·太宗伯)으로 옮겨졌으며, 이필(李弼)과 후막진숭(侯莫陳崇)과 등과 함께 조정에 참의(參議)하였다.
- 보정(保定) 3년(563) 우근을 삼로(三老)로 삼았고 연년장(延年杖)을 하사하였다. 우문옹(宇文邕)은 태학(太學)에서 경삼로례(敬三老禮)를 행하였다.
- 보정 4년(564), 진공(晉公) 우문호가 북제(北齊)로 동정을 나갔고, 우근은 당시 연로하고 병이 들었다. 우문호는 우근이 노장의 공훈이 높았기에 함께 가자고 계속 청하였으며, 군사모략에 있어 우근에게 가르침을 청하였다. 북주 군대가 돌아온 후에 우근은 종경(钟磬) 1부를 하사받았다. 천화(天和) 2년(567) 우근은 다시 안거(安車) 1승을 하사받았다. 같은해 7월 임자일, 우근은 옹주목(雍州牧)에 임명되어 나갔다.[1][2] 천화 3년 3월 무오일(양력 568년 5월 5일), 우근은 사망하였다.[3][4] 향년 76세였다. 북주 무제(武帝)는 친히 가서 조문하였고, 조서를 내려 초왕(譙王) 우문검(宇文儉)에게 상례를 감독하도록 하였고, 증채(繒彩) 1천단(段)，속맥(粟麥) 5천곡(斛)을 하사하였고, 우근에게 원래 관직을 주었으며, 여기에 사지절태사옹항등이십주제군사옹주자사(使持節·太師·雍恒等二十州諸軍事·雍州刺史) 관직을 더하였으며, 시호(谥号)는 문(文)으로 하였다. 우근이 매장되었을 때에 왕공(王公) 이하 관원들이 모두 교외에까지 나가 영구를 보내었다. 조정은 우근을 우문태 종묘 안에 함께 제사지냈다.[5][6]

## 가문 세계도의 구조
중화서국(中華書局)본 『북사(北史)』 교감기(校勘記)는 우근의 생년에 의거하여 증조 우천은(于天恩)이 우경(于勁)의 동생일 수가 없다고 추측하였고, 나아가 『북사』 기재의 신뢰성을 의심하였으며, 『북사』의 기재는 우씨 집안의 전승에 의한 것이라고 보았다.

## 가족

### 자녀
- 우식(于寔) : 수(隋)의 상주국연안공(上柱國·燕安公)
- 우익(于翼) : 수(隋)의 상주국태위임목공(上柱國·太尉·任穆公)
- 우의(于義) : 수(隋)의 상주국건평강공(上柱國·建平剛公)
- 우의(于儀) : 수(隋)의 대장군조주자사안평평공(大將軍·趙州刺史·安平平公)
- 우지(于智) : 북주(北周)의 주국대사공제국공(柱國·大司空·齊國公)
- 우소(于紹) : 상개부수주자사화양군공(上開府·綏州刺史·華陽郡公)
- 우필(于弼) : 상의동평은현공(上儀同·平恩縣公)
- 우란(于蘭) : 상의동양양현공(上儀同·襄陽縣公)
- 우광(于曠) : 상의동증항주자사(上儀同·贈恒州刺史)
- 우씨(于氏) : 아홉번째 딸, 주국낙평군개국공흘두씨세자의동삼사(柱國·樂平郡開國公紇豆氏世子, 儀同三司) 흥두봉지(纥豆奉志)에게 시집 감